# Expédition de Muhammad ibn Maslamah
L’expédition de Muhammad ibn Maslamah se déroula en juillet, 627AD dans Mouharram, 6AH,.